# Аббатство Эльванген
Аббатство Эльванген — бенедиктинский монастырь, существовавший с 764 по 1460 гг. на востоке современного Вюртемберга в городе Эльванген. Церкви аббатства, в первую очередь базилика св. Вита, по сей день определяют архитектурный облик города.

## Исторический очерк
По преданию, изложенному в «Vita Hariolfi», монастырь был основан в 764 г. (вероятно, около 750 г.) на землях Хариольфа (Hariolf, также Herulf, ок. 730—815) и Эрлольфа (Erlolf), братьев дворянского происхождения, тесно связанных с королевским франкским двором, и в разное время занимавших епископскую кафедру в восточнобургундском Лангре. На территории современного Эльвангена к тому времени уже располагалась небольшая алеманнская деревня, рядом с которой и был основан монастырь, посвящённый Христу Спасителю и апостолам Петру и Павлу. Кроме того, почитались Дева Мария и свв. Сульпиций и Сервилиан, мощи которых были подарены Эрлольфу папой Адрианом I. Первые монахи были, скорее всего, приглашены из аббатства св. Венигна в Дижоне.
Основанный на пересечении важных торговых путей, монастырь быстро получил значительные пожертвования, в том числе земельные наделы, и с 775—780 гг. обладал уже статусом имперского монастыря. В 814 г. он был взят под покровительство королём Людовиком Благочестивым, подтвердившим все права монастырского владения и пожаловавшим ему также право самостоятельного выбора аббата. Слава и влияние монастыря быстро росли, и к середине IX в. его населяли более 150 священников и монахов.
Между 981 и 987 гг. при аббате Сандраде (Sandrad) в монастырь попала реликвия св. Вита (часть руки), который в итоге стал новым патроном аббатства.
В XII в. были возведены основные здания монастыря: романская базилика св. Вита, после многочисленных пожаров перестраивавшаяся и становившаяся всё больше, и конвент — для общих собраний членов аббатства. Известно, что первое здание базилики, располагавшееся к западу от современного, было освящено в 1124 г. епископами из Аугсбурга и Констанца Германом фон Фобургом (Hermann von Vohburg) и Ульрихом I фон Кибург-Диллингеном; второе здание, возводившееся под руководством мастера Вуннехардта, было освящено в октябре 1233 г. епископом Энгельхардтом из Наумбурга.
После своего расцвета в XII—XIII вв., к середине XIV ст. аббатство столкнулось с рядом проблем, которые привели его к кризису и последовавшему упразднению. Эпидемии чумы, неурожаи и злоупотребление властью породили ситуацию хозяйственного и морального упадка. При этом по большей части дворянского происхождения монахи яростно защищали свою независимость, и все попытки реформ, исходившие из Фульдского и Оттобойренского аббатств, были отклонены. В 1384 г. в монастыре насчитывалось всего 7 членов монастырского конвента, в 1430 г., после эпидемии чумы, — лишь 3. В итоге, после городского пожара 1443 г., в котором сильно пострадало и аббатство, монахи переселились в городские дома и начали вести, в целом, светскую жизнь.
В 1459 г. последовало обращение к аугсбургскому епископу о преобразовании аббатства. 14 января 1460 г. с разрешения папы Пия II аббатство Эльванген было упразднено с последующим учреждением княжества-пробства Эльванген.